# Gomeisa
Gomeisa eller Beta Canis Minoris (β Canis Minoris, förkortat Beta CMi, β CMi) som är stjärnans Bayerbeteckning, är en trolig dubbel stjärna belägen i den mellersta delen av stjärnbilden Lilla hunden. Den har en genomsnittlig skenbar magnitud på 2,89 och är synlig för blotta ögat. Baserat på parallaxmätning inom Hipparcosuppdraget på ca 20,2 mas, beräknas den befinna sig på ett avstånd på ca 162 ljusår (ca 50 parsek) från solen.

## Nomenklatur
Beta Canis Minoris har det traditionella namnet Gomeisa som kommer från det arabiska al-ghumaisa'en, den skumögda (kvinnan), förkortning av مرزم الغميصاء mirzam al-ghumaisa, den skumögdas bälte. På arabiska skulle den korta formen vara identisk med Procyons namn.
År 2016 organiserade Internationella astronomiska unionen en arbetsgrupp för stjärnnamn (WGSN) med uppgift att katalogisera och standardisera riktiga namn för stjärnor. WGSN:s första bulletin från juli 2016 innehåller en tabell över de första två satserna av namn som fastställts av WGSN och som anger Gomeisa för denna stjärna.

## Egenskaper
Gomeisa är en blå till vit stjärna i huvudserien av spektralklass B8 Ve där "e"-klassificering anger att spektrumet innehåller emissionslinjer, som innebär att den är en Be-stjärna som omges av en tunn, kringliggande skiva av gasformigt material utstött från stjärnan. Denna heta gasformiga skiva är ungefär tre gånger så stor som stjärnans radie. Stjärnan har en massa som är ca 3,5 gånger större än solens massa, en radie som är ca 3,5 gånger större än solens och utsänder från dess fotosfär ca 195 gånger mera energi än solen vid en effektiv temperatur på ca 11 800 K.
Gomeisa roterar snabbt med en projicerad rotationshastighet på 210 km/s, vilket ger en lägre gräns för den azimutala rotationshastigheten längs stjärnans ekvator. Den faktiska rotationshastigheten kan vara ungefär ett varv per dygn.

## Variabilitet
Gomeisa har länge misstänkts för variabilitet, och 1977 klassificerades den som en γ Cassiopeiae-variabel i General Catalogue of Variable Stars. Ett antal studier har dock inte funnit någon variation alls. Även om den visar liten variation i ljusstyrkan, visar den förändringar i väteavgivning från gasskivan, men även dessa är mindre uttalade än i många andra Be-stjärnor.
Undersökning med det kanadensiska MOST-rymdteleskopet avslöjar förändringar i ljusstyrkan hos Beta Canis Minoris på mellannivå. Denna variation har ett cykliskt mönster som bildas av flera överlappande frekvenser, med dominanta frekvenser som 3,257 och 3,282 cykler per dygn. Som sådan hör den till en klass som kallas långsamt pulserande stjärnor av spektraltyp B (SPB).

## Möjlig följeslagare
Det är troligt att Beta Canis Minoris är en snäv dubbelstjärna med ett excentriskt omlopp på 170 dygn. Följeslagaren skulle ha omkring 42 procent av solens massa. Dess egenskaper är okända, men det har spekulerats om att det kan vara en underdvärgstjärna av spektraltyp O, som återstår efter binära interaktioner som spinner upp Be-stjärnan. Om detta bekräftas skulle det göra den till en av de sällsynta Phi Persei Be + sdO-typstjärnorna.